# The Adventure of the "Gloria Scott"
The Adventure of the "Gloria Scott"(A Aventura do "Gloria Scott" ou Gloria Scott) é um conto de Sir Arthur Conan Doyle protagonizado por Sherlock Holmes e Dr. Watson, e que foi publicada pela primeira vez na Strand Magazine em abril de 1893 com 7 ilustrações de Sidney Paget.
Uma das raras histórias não relatadas pelo Dr. Watson, e sim pelo próprio Sherlock Holmes. Cronologicamente o caso mais antigo da carreira do detetive, do tempo em que cursava a universidade. Trata-se de uma das várias histórias de Sherlock Holmes (entre elas o romance O Signo dos Quatro) em que o protagonista é assombrado por um conhecido do passado que sabe de um antigo crime.

## Enredo
Enquanto examinava e organizava alguns de seus arquivos, Sherlock Holmes encontra papéis referentes ao caso do brigue "Gloria Scott", e resolve contar sobre o episódio a Dr. Watson. Victor Trevor, foi o único amigo do excêntrico Holmes em seu tempo de estudante. "Foi o único amigo que fiz nos meus dois anos de universidade. Nunca fui muito sociável, Watson, preferindo ficar sempre nos meus aposentos elaborando métodos de raciocínio e nunca me envolvi muito com os colegas de classe." A amizade levou Victor a convidar o futuro detetive a visitar a casa de seu pai, onde Holmes notou que o velho Trevor deveria estar temendo alguma agressão pessoal. Dias depois o velho recebe uma estranha visita de um tal de Hudson, e sete semanas depois acaba morrendo de apoplexia e choque nervoso depois de receber uma carta enigmática. Sherlock Holmes decifra então a carta (sendo esta sua única participação no desvendamento do caso). Uma declaração redigida pelo pai quando soube do iminente perigo representado por Hudson revela um caso ocorrido duas décadas antes que envolve uma infração às leis do país, a pena de degredo, uma rebelião em alto-mar, um naufrágio e o resgate de um grupo de sobreviventes.